# 新田駅 (宮城電気鉄道)
新田駅（しんでんえき）は、かつて宮城県仙台市（現在の同市宮城野区新田五丁目）にあった、宮城電気鉄道（現・東日本旅客鉄道仙石線）の駅（廃駅）である。

## 概要
1928年（昭和3年）5月15日、3年前に開業していた宮城電気鉄道線の新駅として設置された。同線は単線であり、当駅の構造も単式ホーム1面と待合室のみという小規模なものであった。所在地は、現在の仙石線・苦竹駅 - 小鶴新田駅（宮城電気鉄道当時は未開業）間の、梅田川左岸にある古宿踏切の東側に相当する。
太平洋戦争中の1943年（昭和18年）2月8日、仙台駅寄り約0.5kmの梅田川右岸に苦竹駅が新設され、当駅は廃止された。駅移転の理由は、新駅至近に軍需工場・東京第一陸軍造兵廠仙台製造所（現・仙台駐屯地）が稼動していたことにあった。

## 歴史
- 1928年（昭和3年）5月15日 - 宮城電気鉄道の駅として、宮城野原 - 福田町間に新設開業[1]。
- 1943年（昭和18年）2月8日 - 苦竹駅開業と同時に廃止。事実上当駅が移転、改称されたこととなる[1]。

## 隣の駅
宮城電気鉄道
陸前原ノ町駅 - 新田駅 - 福田町駅